# Marvin Williams
Marvin Gaye Williams jr. (Bremerton, 19 giugno 1986) è un ex cestista statunitense, di ruolo ala.

## Carriera

### High school
Marvin Williams frequenta la Bremerton High School, a Bremerton sua città natale. Da senior, colleziona ottime cifre: infatti, grazie ai suoi 28,7 punti, 15,5 rimbalzi, 5 assist e 5 stoppate di media, viene nominato McDonald's All-American, Parade All-American e all-state. Terminata l'high school, riceve offerte da alcune università, scegliendo poi UNC.

### College
Da freshman, colleziona 11,3 punti e 6,6 rimbalzi di media a partita in 22,2 minuti; nonostante parta da sesto uomo, riesce a dare uno straordinario apporto uscendo dalla panchina, al livello dei veterani della squadra.

### NBA
Nel 2005 Williams si dichiara eleggibile per il Draft NBA. Gli Atlanta Hawks lo selezionano come 2ª scelta assoluta, rendendolo il primo Tar Heel ad essere scelto al Draft, poiché gli altri 3, Raymond Felton, Sean May e Rashad McCants, vengono rispettivamente scelti come 5ª, 13ª e 14ª. Al termine della stagione, viene inserito nell'All-NBA Rookie Second Team, con 8,5 punti e 4,8 rimbalzi di media. Con il passar delle stagioni si fa sempre più notare come titolare, sia nel ruolo di ala grande che in quello di ala piccola, che può interpretare indifferentemente, scambiandosi spesso di ruolo con Josh Smith.
L'11 luglio 2012 viene mandato agli Utah Jazz in cambio di Devin Harris. Il 22 luglio 2014 arrivò da free agent agli Charlotte Hornets. Il 9 settembre 2020, a seguito della sconfitta dei Milwaukee Bucks in gara 5 delle semifinali di Eastern Conference contro i Miami Heat, annuncia il proprio ritiro dall'attività agonistica, dopo 15 stagioni disputate in NBA.

## Statistiche

### College
| Anno       | Squadra             | PG | PT | MP   | TC%  | 3P%  | TL%  | RP  | AP  | PRP | SP  | PP   |
| ---------- | ------------------- | -- | -- | ---- | ---- | ---- | ---- | --- | --- | --- | --- | ---- |
| 2004-2005† | N. Carol. Tar Heels | 36 | 0  | 22,2 | 50,6 | 43,2 | 84,7 | 6,6 | 0,7 | 1,1 | 0,5 | 11,3 |
| Carriera   | Carriera            | 36 | 0  | 22,2 | 50,6 | 43,2 | 84,7 | 6,6 | 0,7 | 1,1 | 0,5 | 11,3 |

### NBA

#### Regular Season
| Anno      | Squadra           | PG    | PT  | MP   | TC%  | 3P%  | TL%  | RP  | AP  | PRP | SP  | PP   |
| --------- | ----------------- | ----- | --- | ---- | ---- | ---- | ---- | --- | --- | --- | --- | ---- |
| 2005-2006 | Atlanta Hawks     | 79    | 7   | 24,7 | 44,3 | 24,5 | 74,7 | 4,8 | 0,8 | 0,6 | 0,3 | 8,5  |
| 2006-2007 | Atlanta Hawks     | 64    | 63  | 34,0 | 43,3 | 24,4 | 81,5 | 5,3 | 1,9 | 0,8 | 0,5 | 13,1 |
| 2007-2008 | Atlanta Hawks     | 80    | 80  | 34,6 | 46,2 | 10,0 | 82,2 | 5,7 | 1,7 | 1,0 | 0,4 | 14,8 |
| 2008-2009 | Atlanta Hawks     | 61    | 59  | 34,3 | 45,8 | 35,5 | 80,6 | 6,3 | 1,3 | 0,9 | 0,6 | 13,9 |
| 2009-2010 | Atlanta Hawks     | 81    | 81  | 30,4 | 45,5 | 30,3 | 81,9 | 5,1 | 1,1 | 0,8 | 0,6 | 10,1 |
| 2010-2011 | Atlanta Hawks     | 65    | 52  | 28,7 | 45,8 | 33,6 | 84,5 | 4,8 | 1,4 | 0,5 | 0,4 | 10,4 |
| 2011-2012 | Atlanta Hawks     | 57    | 37  | 26,3 | 43,2 | 38,9 | 78,8 | 5,2 | 1,2 | 0,8 | 0,3 | 10,2 |
| 2012-2013 | Utah Jazz         | 73    | 51  | 23,7 | 42,3 | 32,5 | 77,8 | 3,6 | 1,1 | 0,5 | 0,5 | 7,2  |
| 2013-2014 | Utah Jazz         | 66    | 50  | 25,4 | 43,9 | 35,9 | 78,1 | 5,1 | 1,2 | 0,8 | 0,5 | 9,1  |
| 2014-2015 | Charlotte Hornets | 78    | 37  | 26,1 | 42,4 | 35,8 | 71,3 | 4,9 | 1,3 | 0,9 | 0,5 | 7,4  |
| 2015-2016 | Charlotte Hornets | 81    | 81  | 28,9 | 45,2 | 40,2 | 83,3 | 6,4 | 1,4 | 0,7 | 1,0 | 11,7 |
| 2016-2017 | Charlotte Hornets | 76    | 76  | 30,2 | 42,2 | 35,0 | 87,3 | 6,6 | 1,4 | 0,8 | 0,7 | 11,2 |
| 2017-2018 | Charlotte Hornets | 78    | 78  | 25,7 | 45,8 | 41,3 | 82,9 | 4,7 | 1,2 | 0,7 | 0,5 | 9,5  |
| 2018-2019 | Charlotte Hornets | 75    | 75  | 28,4 | 42,2 | 36,6 | 76,7 | 5,4 | 1,2 | 0,9 | 0,8 | 10,1 |
| Carriera  | Carriera          | 1.014 | 827 | 28,6 | 44,3 | 36,2 | 80,7 | 5,3 | 1,3 | 0,8 | 0,5 | 10,5 |

#### Play-off
| Anno     | Squadra           | PG | PT | MP   | TC%  | 3P%  | TL%  | RP  | AP  | PRP | SP  | PP   |
| -------- | ----------------- | -- | -- | ---- | ---- | ---- | ---- | --- | --- | --- | --- | ---- |
| 2008     | Atlanta Hawks     | 7  | 7  | 28,4 | 41,4 | -    | 88,9 | 4,0 | 0,7 | 0,3 | 0,4 | 11,4 |
| 2009     | Atlanta Hawks     | 6  | 3  | 16,2 | 34,5 | 16,7 | 69,2 | 1,5 | 1,0 | 0,8 | 0,3 | 5,0  |
| 2010     | Atlanta Hawks     | 11 | 11 | 31,4 | 39,2 | 50,0 | 90,6 | 5,7 | 0,7 | 0,6 | 0,5 | 8,4  |
| 2011     | Atlanta Hawks     | 12 | 3  | 18,0 | 39,3 | 27,3 | 76,9 | 2,3 | 0,5 | 0,8 | 0,6 | 4,8  |
| 2012     | Atlanta Hawks     | 6  | 3  | 24,2 | 35,6 | 50,0 | 77,8 | 5,5 | 0,8 | 0,5 | 0,3 | 7,8  |
| 2016     | Charlotte Hornets | 7  | 7  | 32,6 | 27,5 | 35,3 | 50,0 | 6,9 | 0,9 | 0,9 | 0,4 | 5,1  |
| Carriera | Carriera          | 49 | 34 | 25,1 | 36,8 | 36,5 | 83,2 | 4,2 | 0,7 | 0,6 | 0,4 | 7,0  |

## Palmarès
- McDonald's All-American Game (2004)
- Campione NCAA (2005)
- NBA All-Rookie Second Team (2006)